# 데지레 노스부슈
데지레 노스부슈(룩셈부르크어: Désirée Nosbusch, 1965년 2월 14일 ~ )는 룩셈부르크의 텔레비전 진행자, 배우이다.

## 출연 작품
- 아발란체 (2008)
- 테이크오버 (2001)
- 콘테미네이티드 맨 (2000)
- 포이즈너 (1998)
- 언피쉬 (1997)
- 킬러스 보이스 (1996)
- 굿모닝 바빌론 (1987)
- 영원한 우상 (1982)